# Indira Luz Barrios
Indira Luz Barrios Guarnizo (San Juan Nepomuceno, 12 de mayo de 1973) es una abogada y política colombiana, quien se desempeñó como Gobernadora Encargada de Arauca.

## Biografía
Nació en San Juan Nepomuceno, al norte del Departamento de Bolívar, en mayo de 1973. Es abogada de la Universidad Santo Tomás, a la vez que posee especializaciones en Derecho Disciplinario de la Universidad Externado de Colombia, en Derecho Público de la Universidad Autónoma de Bucaramanga y en Gerencia Pública de la Universidad de Santander.
Trabajó en empresas privadas de Bucaramanga antes de pasar a ser asesora jurídica de entidades estatales como el Instituto Colombiano de Bienestar Familiar, la Contraloría General de la República, la Procuraduría General de la Nación y la Gobernación de Arauca. También fue miembro del Tribunal de Garantías del Consejo Nacional Electoral en Arauca.
En 2020 asumió como Asesora del Despacho del Gobernador de Arauca José Facundo Castillo Cisneros. Tras la destitución de este, fue presentada por el Partido Cambio Radical como parte de la terna para reemplazarlo a este en la Gobernación. El 16 de febrero de 2022 fue designada por el presidente Iván Duque Márquez como Gobernadora Encargada de Arauca para concluir el período 2020-2023, tomando posesión del cargo el 24 de febrero.
Sin embargo, en octubre de 2022 se denunció que salió cinco días de vacaciones a Cancún (México) sin contar con la autorización necesaria por parte de la Asamblea Departamental, razón por la cual la Presidencia de la República, entonces encabezada por Gustavo Petro, le abrió un proceso por abandono del cargo. Tras demostrarse las acusaciones, el 26 de diciembre fue removida del cargo y reemplazada interinamente por Esteban Mosquera Castillo. Así mismo, en marzo de 2023 fue expulsada de su partido.